# Christina Otzen
Christina Otzen (Gentofte, 4 de octubre de 1975) es una deportista danesa que compitió en vela en la clase Yngling.
Participó en los Juegos Olímpicos de Atenas 2004, obteniendo una medalla de bronce en la clase Yngling (junto con Dorte Jensen y Helle Jespersen). Ganó una medalla de oro en el Campeonato Mundial de Yngling de 2004.

## Palmarés internacional
| \| Juegos Olímpicos \| Juegos Olímpicos \| Juegos Olímpicos \| Juegos Olímpicos \| \| Año \| Lugar \| Medalla \| Clase \| \| ------------------ \| ------------------ \| ----------------- \| ---------------- \| \| 2004 \| Atenas (Grecia) \| Medalla de bronce \| Yngling \| \| Campeonato Mundial \| \| \| \| \| Año \| Lugar \| Medalla \| Clase \| \| 2004 \| Santander (España) \| Medalla de oro \| Yngling \| |                    |                   |         |
| Juegos Olímpicos |                    |                   |         |
| Año | Lugar              | Medalla           | Clase   |
| 2004 | Atenas (Grecia)    | Medalla de bronce | Yngling |
| Campeonato Mundial |                    |                   |         |
| Año | Lugar              | Medalla           | Clase   |
| 2004 | Santander (España) | Medalla de oro    | Yngling |